# Andrews (Indiana)
Andrews – miasto w Stanach Zjednoczonych, w stanie Indiana, w hrabstwie Huntington.